# Dominique (film, 1979)
Pour les articles homonymes, voir Dominique.
Pour plus de détails, voir Fiche technique et Distribution.
Dominique est un film d'horreur britannique réalisé par Michael Anderson, sorti en 1979.

## Fiche technique
- Titre : Dominique
- Sous-titre : Les Yeux de l'épouvante
- Réalisation : Michael Anderson, assisté de Brian W. Cook
- Scénario : Edward Abraham et Valerie Abraham d'après le roman What Beckoning Ghost de Harold Lawlor
- Production : Andrew Donally
- Montage : Richard Best
- Musique : David Whitaker
- Photographie : Ted Moore
- Pays d'origine :  Royaume-Uni
- Format : couleur
- Durée : 100 minutes
- Genre : Fantastique, horreur et thriller
- Dates de sortie :
  -  France : mars 1979 au festival fantastique de Paris
  -  France : 17 juin 1981

## Distribution
- Cliff Robertson (VF : Roland Ménard) : David Ballard
- Jean Simmons : Dominique Ballard
- Jenny Agutter : Ann Ballard
- Simon Ward (VF : Marc François) : Tony Calvert
- Ron Moody (VF : Jacques Deschamps) : Dr. Rodgers
- Judy Geeson : Marjorie Craven
- Michael Jayston (VF : Vincent Violette) : Arnold Craven
- Flora Robson : Mme Davies
- David Tomlinson : L'avocat